# Брацун, Николай Иванович
Николай Иванович Брацун (на могильном памятнике фамилия написана "Брацюн") (1929—1972) — советский скульптор-монументалист.

## Биография

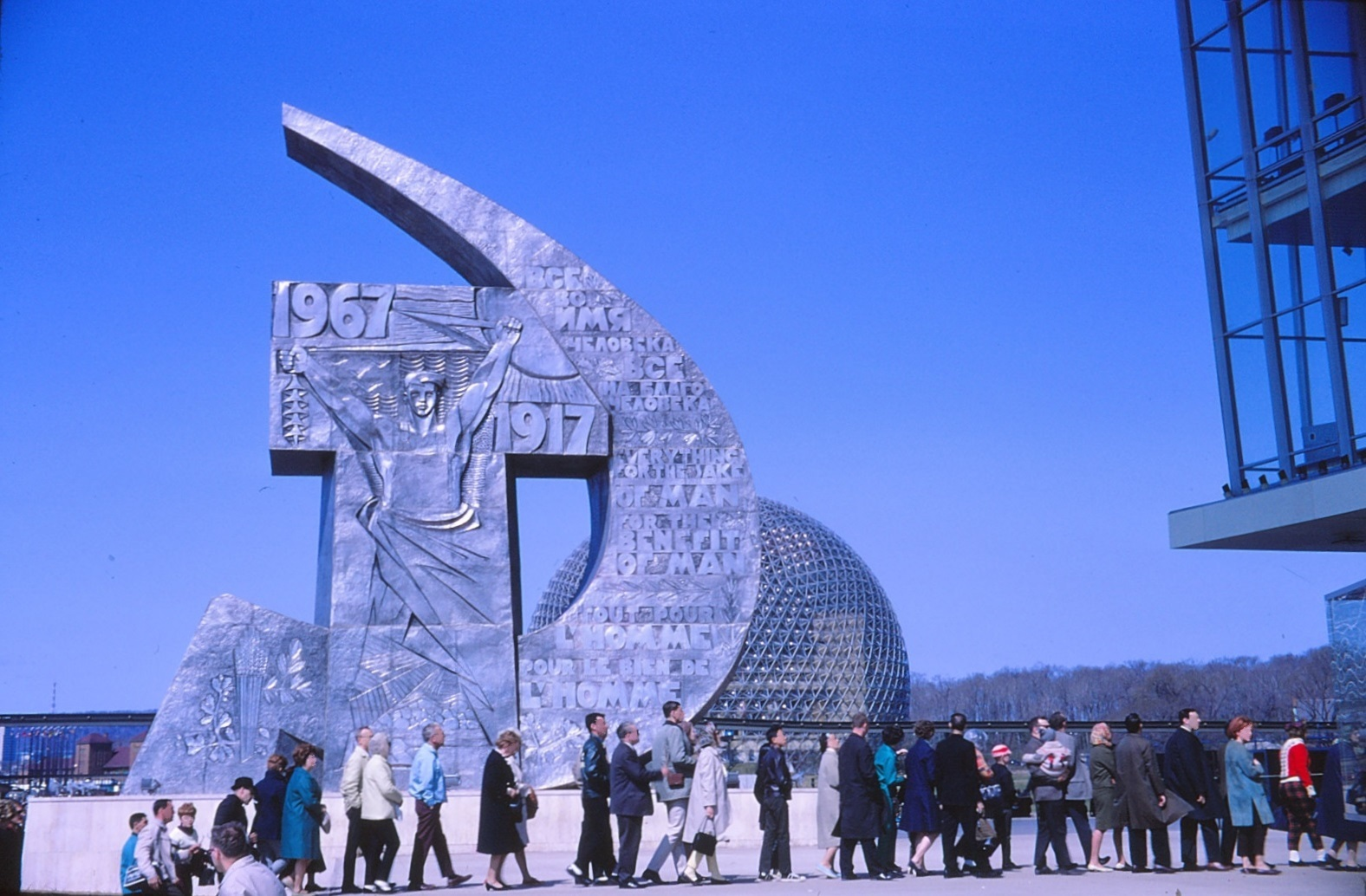
Композиция «Серп и Молот» для павильона СССР на Всемирной выставке в Монреале (1967)

Николай Брацун родился 29 июля 1929 года в селе Бубновщина Черниговской области Украины. В 1945—1953 годах учился в МВХПУ у Г. И. Мотовилова и С. Л. Рабиновича. С 1956 года принимал участие в художественных выставках.
Автор работ «Пловец» (бронза, 1955), «Любит, не любит» (бронза, 1957) «В. В. Маяковский» (бронза, 1957), «В. И. Ленин с детьми» (медь, 1961), «Аквалангист» (медь, стекло, 1964). Для Всемирной выставки в Брюсселе (1958) выполнил три барельефа. В середине 1960-х годов принимал участие в конкурсе проектов памятника В. И. Ленину в Кремле, изобразив вождя напряжённо работающим над книгами и рукописями. В 1965 году для площади развилки Ленинградского и Волоколамского шоссе выполнил проект скульптурной группы «Мы построили каркас коммунизма».
Совместно с архитектором С. И. Кулёвым выполнил композицию «Серп и Молот» для павильона СССР на Всемирной выставке в Монреале (1967). Ещё один памятный знак «Серп и Молот» работы Н. И. Брацуна некоторое время находился в Московском Кремле около Кремлёвского Дворца съездов как элемент праздничного оформления к 50-летию Октябрьской революции. В 1968 году он был передан Калининскому району Москвы и установлен на Красноказарменной набережной (демонтирован в первой половине 2000-х годов при строительстве Лефортовского тоннеля).
Николай Брацун — автор скульптурной части памятника участникам Евпаторийского десанта в Крыму (листовая медь, 1970, архитекторы В. Н. Ениосов и С. И. Кулев). Он также автор памятника в заповеднике Аскания-Нова, посвящённого парашютистам, расстрелянным гитлеровцами в 1941 году. Памятник представляет собой 13 гранитных фигур на фоне кирпичной стены.
Среди других его работ символическая скульптурная композиция на фасаде Дворца съездов (1961, совместно с Ю. Г. Ореховым), надгробный памятник К. Е. Ворошилову у Кремлёвской стены (серый гранит, 1970), сувенирная плакета соревнований на приз газеты «Правда» (1972). В начале 1970-х годов он работал над большим мемориальным комплексом в Херсоне, посвящённом революционерам, красноармейцам гражданской войны и воинам, сражавшимся против гитлеровской Германии.
Погиб в 1972 году в Москве в автомобильной катастрофе.